# Veríssimo
Veríssimo is een gemeente in de Braziliaanse deelstaat Minas Gerais. De gemeente telt 3.991 inwoners (schatting 2009).

## Aangrenzende gemeenten
De gemeente grenst aan Campo Florido, Conceição das Alagoas, Prata, Uberaba en Uberlândia.